# Sõtke (Vaivara)
Koordinaten: 59° 22′ N, 27° 45′ O
Sõtke ist ein Dorf (estnisch küla) in der Stadtgemeinde Narva-Jõesuu (bis 2017 Landgemeinde Vaivara). Es liegt im Kreis Ida-Viru (Ost-Wierland) im Nordosten Estlands.

## Beschreibung und Geschichte
Das Dorf hat 49 Einwohner (Stand 1. Januar 2012). Es liegt südlich von Sillamäe am Fluss Sõtke (Sõtke jõgi).
Der Ort wurde 1425 erstmals urkundlich erwähnt, das historische Gut von Alt-Sõtke 1405.